# Трансепоксидування

Трансепоксидування

Трансепоксидування (рос. трансэпоксидирование, англ. transepoxidation) — оборотна хімічна реакція рециклізації оксиранового (епоксидного) циклу, що здатна протікати між епоксидними сполуками та галогенгідринами (див. формулу).